# Mastophora gasteracanthoides
Mastophora gasteracanthoides là một loài nhện trong họ Araneidae.
Loài này thuộc chi Mastophora. Mastophora gasteracanthoides được Hercule Nicolet miêu tả năm 1849.